# 坂町
坂町（さかちょう）は、広島県の町。安芸郡に属する。

## 概要
陸地では広島市安芸区、呉市に隣接し、湾を隔てて広島市南区、江田島市と接している。
坂町は森山や頭部山などの山があり、面積のうち山林が約５割を占めている自然豊かな町である。
もともと、横浜島という島があったが町に埋め立て地が出来て島ではなくなった。
なお、伊能忠敬の地図は横浜島に当たるところは本土とつながっている。
坂町の気候は瀬戸内海式気候に属し、温暖で降水量も東京などに比べて少ないところである。
急峻な山地と海岸線の平坦部に集落が形成されてきたが、しばしば土砂災害の被害に遭ってきた。1907年（明治40年）7月15日の豪雨では、小屋浦地区の天地川などで土石流が発生して被災し67人の死者を出している。近年では、2018年（平成30年）7月6日の平成30年7月豪雨により死者19人（災害関連死含む）、家屋の全半壊1173棟の被害を出す土砂災害が発生している。
戦後から昭和40年代にかけて、周辺の他市町では住宅団地が建設され人口が急増した。山を挟んで反対側の矢野ニュータウン（広島市安芸区）もその1つである。その一方で、坂町は山の大半が市街化調整区域であり、地権者の意向もあってか大規模な住宅団地の建設が難しく、住宅供給があまり成されなかったため現在に至るまで大幅な人口の増減はみられない。なお、人口は最も多い時期で14,963人であり、現在より約2,000人多い程度にとどまっている。
坂町は、昭和20年代までは安芸郡の陸地部にある町村では最も人口が多く、島嶼部の町村を含めても4番目に多かった。しかし、昭和30年代から40年代にかけて陸地部の周辺町の人口急増により、現在も安芸郡の町として残る4町の中では最下位となっている。
広島市と呉市に挟まれた場所にありながら、長年若者の人口流出に歯止めがかからなかった影響で、高齢者の割合が周辺の市町と比べて高いのが特徴である。

そのため、若者の定住を目指し、広島湾を埋め立てた平成ヶ浜地区にマンション・県営住宅を整備することで若者の流出に歯止めをかけている。
坂町の人口は12,020人まで減少したのち増加傾向に転じた。ただし、現在は減少傾向となっている。
平成21年に広島県警察学校が広島市南区から移転してきてからは、春と秋に大きな人口変動が見られるのも特徴である。

## 地理

### 隣接する自治体・行政区
- 広島市（安芸区、南区）
- 呉市
- 江田島市
- 安芸郡海田町

### 人口
| |                                      |  |
| 坂町と全国の年齢別人口分布（2005年） | 坂町の年齢・男女別人口分布（2005年） |  |
| ■紫色 ― 坂町 ■緑色 ― 日本全国 | ■青色 ― 男性 ■赤色 ― 女性            |  |
| 坂町（に相当する地域）の人口の推移 \| 1970年（昭和45年） \| 14,223人 \| \| \| 1975年（昭和50年） \| 14,064人 \| \| \| 1980年（昭和55年） \| 13,350人 \| \| \| 1985年（昭和60年） \| 13,082人 \| \| \| 1990年（平成2年） \| 13,083人 \| \| \| 1995年（平成7年） \| 12,419人 \| \| \| 2000年（平成12年） \| 12,276人 \| \| \| 2005年（平成17年） \| 12,399人 \| \| \| 2010年（平成22年） \| 13,262人 \| \| \| 2015年（平成27年） \| 12,747人 \| \| \| 2020年（令和2年） \| 12,582人 \| \| |                                      |  |
| 総務省統計局 国勢調査より |                                      |  |
| 1970年（昭和45年） | 14,223人                             |  |
| 1975年（昭和50年） | 14,064人                             |  |
| 1980年（昭和55年） | 13,350人                             |  |
| 1985年（昭和60年） | 13,082人                             |  |
| 1990年（平成2年） | 13,083人                             |  |
| 1995年（平成7年） | 12,419人                             |  |
| 2000年（平成12年） | 12,276人                             |  |
| 2005年（平成17年） | 12,399人                             |  |
| 2010年（平成22年） | 13,262人                             |  |
| 2015年（平成27年） | 12,747人                             |  |
| 2020年（令和2年） | 12,582人                             |  |

## 歴史
- 1889年（明治22年）4月1日- 町村制の施行により、安芸郡坂村が発足する。
- 1950年（昭和25年）8月1日- 町制施行して、安芸郡坂町となる。

## 祭事
伝統的祭事の主なものとして亥の子祭り、八幡山八幡神社秋大祭などがある。
亥の子祭りとは家の繁栄を願って行われる行事であり、地域の者が人の頭程の大きさの石に縄をくくって亥の子歌を歌いながら地面を搗いて回る（亥の子餅を搗くと言う）。行事の前には数日間鬼の面を被った人々が地域を回る。また、坂町内でも刎条と中村地区では亥の子神楽が夜に行われ、子供達や大人が古事記の物語を舞う。小屋浦のマッカとも呼ばれる。
八幡神社秋大祭は例年10月の第二土日に行われる。土曜は夜頃であり、本祭りは日曜日に行われる。比較的古くから人が住んでいた各地区から伝統的な奉納が行われる。最も歴史が古いと言われるのは上条地区の獅子舞である。その他、西側の獅子舞、刎条と浜宮の頂載(ちょうさい、太鼓台の一種)、森浜、中村の屋台、横浜の曳舟が奉納される。特に頂載には「乗り子」と呼ばれる稚児と同様の厚化粧をして豪華な衣装を着た4人の少年が乗り込み、太鼓を叩くのだが、担ぎ手は頂載を手の上に持ち上げては地面に落としたり、激しく交互に傾ける（トルエン）など、非常に激しく揉むために少年達は涙で化粧が溶けてパンダ目になりながら太鼓を叩く。各々の歴史と格式から奉納の順序や休む位置などが決まっている。秋大祭ではその他、巫女の舞や御湯掛けといった祭事が執り行われる。

## 行政

### 町長
- 町長：吉田隆行（1993年2月8日就任、9期目）[7]※2025年1月26日投開票の町長選挙当選[8]。
- 副町長：条例で副首長を置かない自治体は2025年4月以降、中国地方で唯一[9]。
町長が不在になる場合に置く職務代理者は総務部長が務める[9]。
- 教育長：枝廣泰知（2012年4月[10] - 2017年3月 / 2022年4月1日[10] - ）[11]

### 官公庁
- 県の施設
  - 広島県警察学校　
  - 広島県立総合精神保健福祉センター（パレアモア広島）
- 町の施設
  - Sunstar Hall（サンスターホール）

## 議会

### 坂町議会
- 定数：12人[12]
- 任期：2023年4月30日 - 2027年5月29日[12]
- 議長：川本英輔[13]（2023年5月9日 - ）[14]
- 副議長：奥村冨士雄（2023年5月9日 - ）[14]

### 広島県議会
- 選挙区：安芸郡選挙区
- 定数：3人
- 任期：2019年4月30日 - 2023年4月29日
- 投票日：2019年4月7日
- 当日有権者数：95,879人
- 投票率：32.96％

| 候補者名   | 当落 | 年齢 | 所属党派   | 新旧別 | 得票数   | 備考                |
| ---------- | ---- | ---- | ---------- | ------ | -------- | ------------------- |
| 伊藤真由美 | 当   | 55   | 自由民主党 | 現     | 11,901票 |                     |
| 高田稔     | 当   | 57   | 無所属     | 新     | 10,371票 |                     |
| 平本徹     | 当   | 53   | 自由民主党 | 現     | 7,264票  | 2022年3月15日に辞職 |
| 樽谷昌年   | 落   | 67   | 無所属     | 新     | 1,525票  |                     |

### 衆議院
- 選挙区：広島4区（広島市（安芸区）、三原市（旧大和町域）、東広島市の一部、安芸郡）
- 任期：2021年10月31日 - 2025年10月30日
- 当日有権者数：309,781人
- 投票率：53.18％

| 当落 | 候補者名 | 年齢 | 所属党派     | 新旧別 | 得票数   | 重複 |
| ---- | -------- | ---- | ------------ | ------ | -------- | ---- |
| 当   | 新谷正義 | 46   | 自由民主党   | 前     | 78,253票 | ○    |
|      | 上野寛治 | 39   | 立憲民主党   | 新     | 33,681票 | ○    |
| 比当 | 空本誠喜 | 57   | 日本維新の会 | 元     | 28,966票 | ○    |
|      | 中川俊直 | 51   | 無所属       | 元     | 21,112票 |      |

## 経済

### 主な店舗
- DCM坂店 - 2002年7月25日にディックEX坂として開店し、2006年4月9日にダイキEX坂になった後、2015年3月1日にDCMダイキ坂店になった後。2022年9月1日に現名称。
- フジグラン安芸 - 1995年5月27日開店
- パルティ・フジ坂〈複合型商業施設〉
  - パルティフジ坂店
  - ヤマダデンキテックランド安芸坂店
  - ユニクロ
  - フィッタ坂〈スポーツジム〉
  - Seare(シーレ)〈銭湯〉
  - Right on
- ザグザグ 坂店 - くすりのファースト 坂店として開店し、くすりのキリン堂 坂店になった後、2014年2月28日にザグザグのフランチャイズ店舗に移行。
- ラ・ムー坂店 - 2016年4月7日開店
- ウォンツ坂店 - 2016年4月15日開店
- 釣具のポイント安芸坂店〈釣具店〉 - 旧シ-ラカンス坂店
- 西日本 宇佐美 広島坂インター店〈ガソリンスタンド〉出光
- アングル〈釣具店〉
- びっくりドンキー安芸坂店
- なか卯安芸坂店
- ナフコ TWO-ONE STYLE広島ベイサイド店 - ファインズ・ギガ・モールの跡地に2013年4月10日開店
- ナイスムラカミ坂店
- 紳士服のはるやま広島坂町店
- ローソン・ポプラ坂北インター店
- ファミリーマート広島北新地店
- セブンイレブン広島坂亀石山店
- シージャック坂店

## 姉妹都市
- 島根県邑智郡川本町 - 1986年10月28日姉妹都市提携

## 教育

### 大学
- 広島文化学園大学坂キャンパス

2004年に戦後の新制大学で初の廃校となった立志舘大学があった。

### 高等学校
- 広島翔洋高等学校

### 中学校
- 坂町立坂中学校

1975年から私立広島女子商中学校が休校となっている。

### 小学校
- 坂町立坂小学校
- 坂町立横浜小学校
- 坂町立小屋浦小学校

### その他

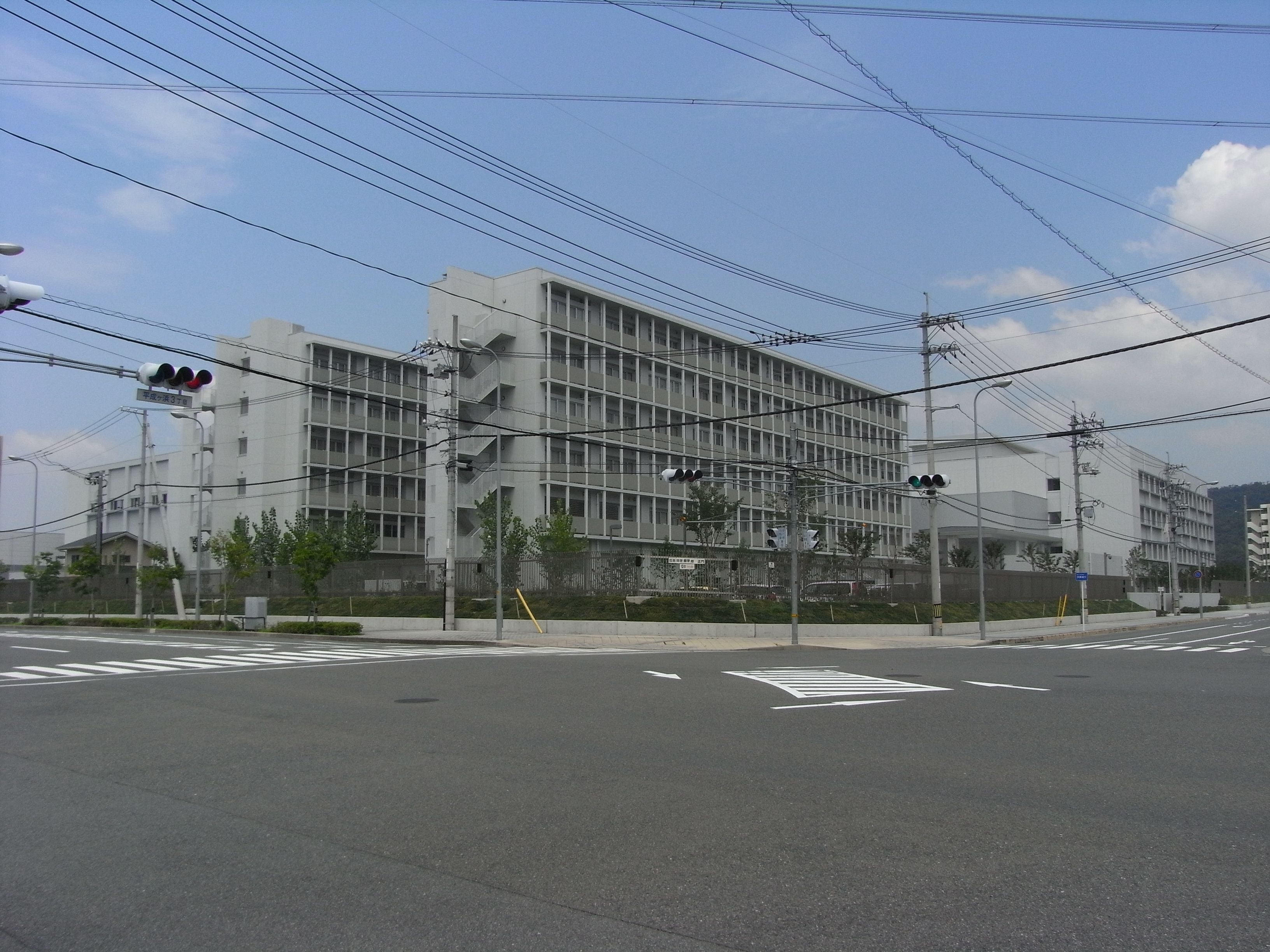
広島県警察学校
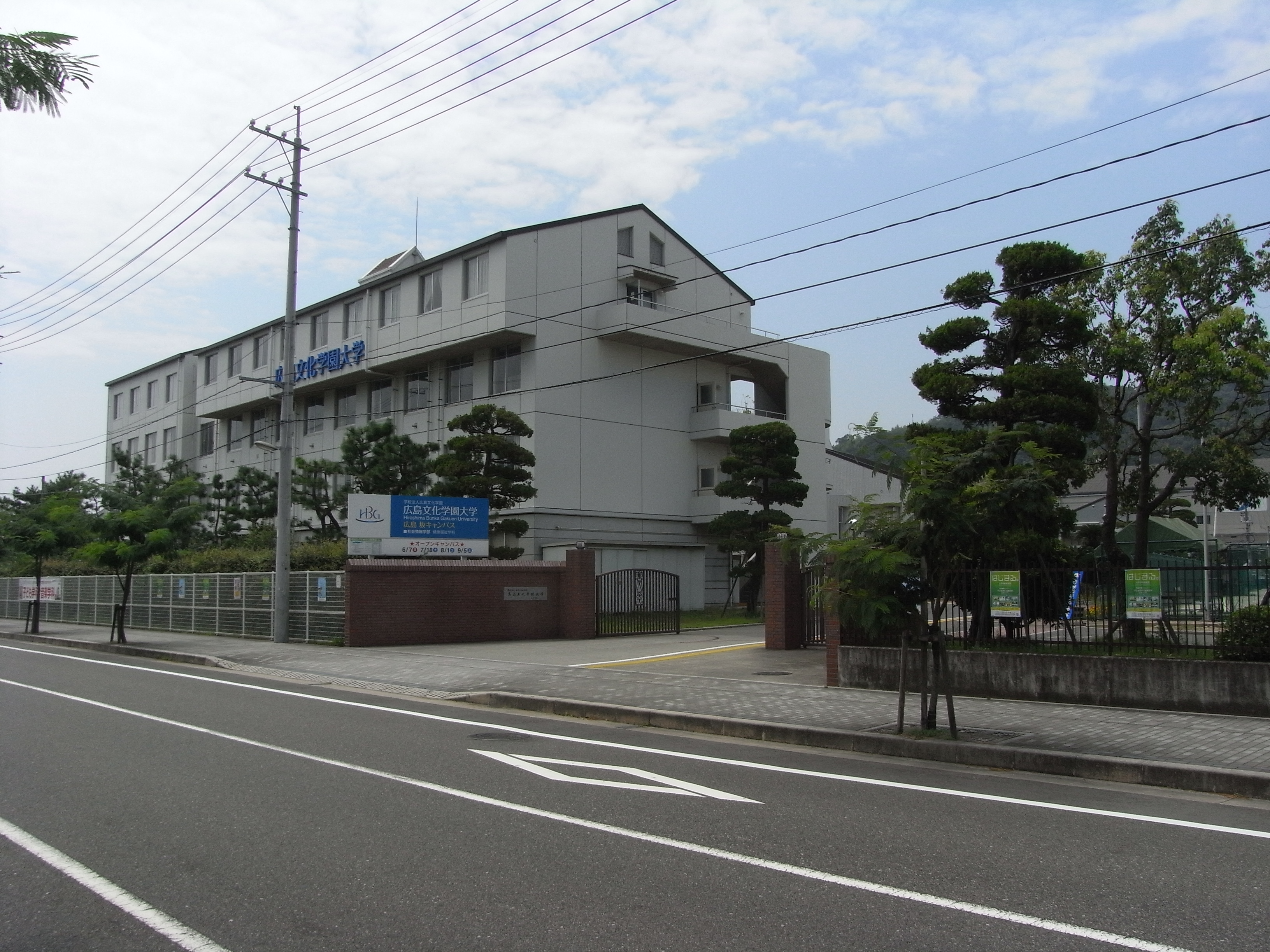
広島文化学園大学 坂キャンパス
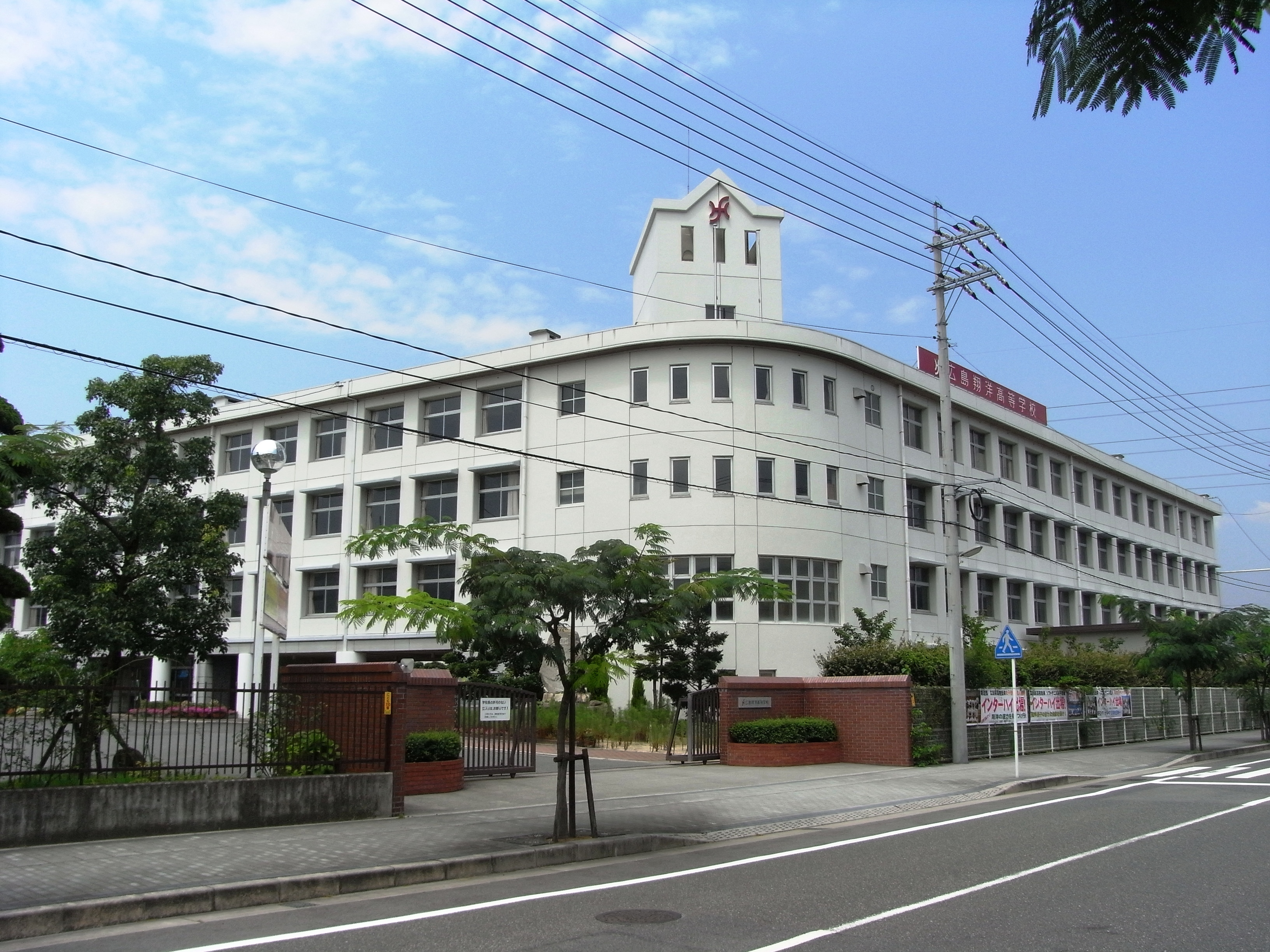
広島翔洋高等学校

- 広島県警察学校
- 広島文化学園大学 坂キャンパス
- 広島翔洋高等学校

## 交通

### 鉄道
- JR呉線 （広島方面 - 海田市 - 矢野） - 坂駅 - 水尻駅 - 小屋浦駅 - （呉ポートピア - 呉・広方面）
  - 町の中心駅である坂駅には快速安芸路ライナーが停車する

### 道路

#### 有料道路
- 広島呉道路（クレアライン） 国道31号から坂北IC（仁保方面出入口）と坂南IC（呉方面出入口）にアクセスできる
  - （山陽自動車道広島東IC・広島高速2号線方面 / 商工センター・宇品・広島高速3号線方面 - 仁保JCT） - 坂北IC - 坂南IC - （天応西IC - 呉IC方面）
- 広島ベイブリッジ（海田大橋） - 広島南道路商工センター海田線の一部。北新地地区と仁保JCTとを結ぶ（クレアラインとの往来は不可）

#### 一般国道
- 国道31号 - 海田町・安芸区矢野方面 / 呉市方面

#### その他道路
- 広島県道275号坂小屋浦線 - 事業中
- 坂町道
  - 総頭川1号線
  - 馬場線
  - 陰大曲線
  - 大曲2号線
  - 浜田8号線
  - 中村3号線
  - 中村17号線
  - など多数ある
- 上条トンネル

### バス
- 坂町循環バス[17] - 町内ほぼ全域をカバー
  - 坂・北新地線、横浜・北新地線、小屋浦・北新地線の3路線あり、全路線が坂駅前・坂町役場前・北新地地区を経由する。
- 芸陽バス[18] - 北新地地区のみ 矢野大浜・海田市駅方面への路線（6号 安芸南線）
- 広電バス[19] - 北新地地区のみ 矢野駅・矢野ニュータウン・熊野町方面と広島市役所前・広島バスセンター方面への路線（41号線、3号線 済生会広島病院発着）
  - ※2003年11月17日まで、広島女子商業高等学校（現・広島翔洋高等学校）まで乗り入れていた[20]。

広島呉道路全線開通前（1996年8月30日まで）は、呉市営バスも町内のバス停に停車していた。
全線開通後は、広島 - 呉間の都市間輸送は全線広島呉道路経由で「クレアライン」として運行されるようになり、町内のバス停には停車しなくなった。
戦時中から長年にわたってJRバス中国安芸線が運行されていたが、平成に入ってからは利用実態に合わせた路線の統廃合が順次進められ、2003年3月末をもって廃止された。廃止後は坂町内は坂町循環バスが、坂町外へは芸陽バスが運行されている。そのため小屋浦天応間にバスがつながってない。

## 出身有名人
- 金田 邦夫（サンスターの創業者）
- 槙尾 ユウスケ（お笑い芸人かもめんたる）
- 佐々木 修（元プロ野球近鉄バファローズ投手）
- 畝 龍実（広島東洋カープ三軍コーチ）
- 横地 森太郎（水泳選手、水泳ポルトガル代表の監督）
- 竹本 ゆかり（水泳選手、町議）
- 畝 為吉（私財をなげうち上条トンネルを建設した郷土の偉人）

## 河川
坂町には、以下の6つの河川がある。
- 総頭川
- 天地川
- 明神川
- 水尻川
- 上水落川
- 大判川